# Il matrimonio del cielo e dell'inferno
Il matrimonio del cielo e dell'inferno (The marriage of Heaven and Hell in inglese) è una raccolta di testi in prosa del poeta e incisore inglese William Blake. La data esatta della stesura dell'opera è sconosciuta; si presume che i testi siano stati composti a Londra tra il 1790 e il 1793, nel periodo di conflitti politici che segue la rivoluzione francese. 

## Descrizione
L'intero libro è scritto in prosa poetica, tranne l'Argument e la Song of Liberty. Nei testi dell'opera, che hanno uno stile simile a quello delle profezie bibliche, Blake esprime i suoi ideali romantici e rivoluzionari e descrive in prima persona la sua avventura nell'inferno, prendendo ispirazione dall'Inferno della Divina Commedia di Dante e da Paradiso perduto di John Milton. Il titolo dell'opera è un riferimento ironico a Heaven and Hell, libro teologico del filosofo svedese Emanuel Swedenborg pubblicato in latino 33 anni prima. Blake cita e critica Swedenborg in molte tavole dell'opera.
Come in tutte le opere di Blake, le pagine del libro sono tavole incise all'acquaforte realizzate dall'autore stesso.

## Proverbi dell'inferno

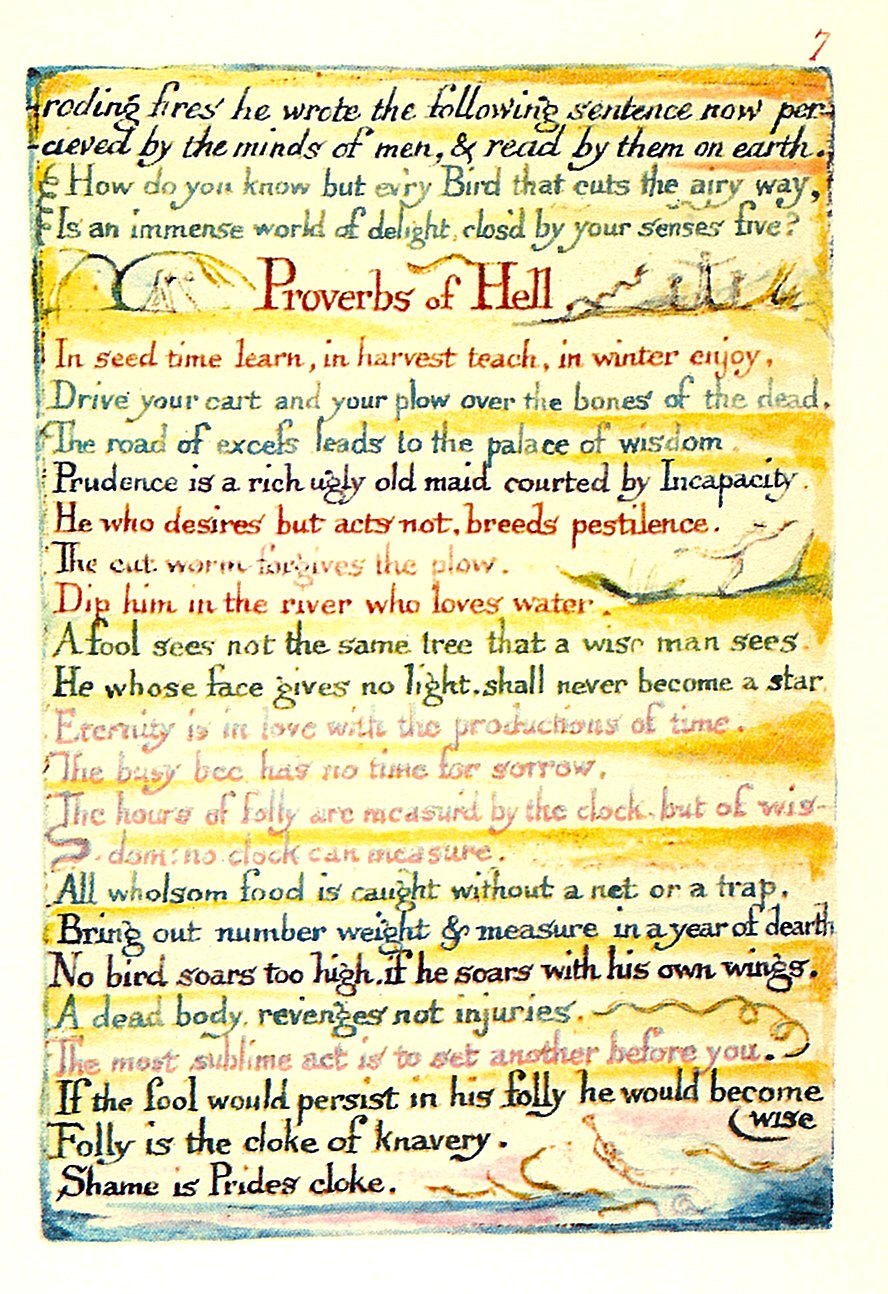
Prima pagina dei Proverbi dell'inferno

Diversamente da Milton e Alighieri, Blake non descrive l'inferno come un luogo di punizione, ma come una fonte di energia dionisiaca opposta alla natura autoritaria e regolamentata del paradiso. L'intento di Blake è quello di svelare la natura repressiva della convenzione morale e della religione.

In questa parte del libro, Blake elenca i proverbi dell'inferno, che mostrano un tipo di saggezza nettamente differente dal Libro dei Proverbi della Bibbia ebraica. Lo scopo di questi proverbi è quello di stimolare l'energia presente nel corpo umano (gli impulsi e i desideri, giudicati con accezione negativa dal cristianesimo), che si oppone alla ragione: 
Di seguito, due aforismi dei Proverbi dell'inferno:

## Curiosità
- Nel 1923, Edmondo Dodsworth pubblicò presso l'editore "Rocco Carabba" di Lanciano (Chieti) la prima traduzione italiana di William Blake, "Il matrimonio del cielo e dell'inferno" e "Canto dell’innocenza e altri poemi".

- Tra il 1994 e il 1995 i Virgin Steele, gruppo Heavy metal statunitense, hanno inciso due album, denominati rispettivamente The Marriage of Heaven and Hell - Part One e The Marriage of Heaven and Hell - Part Two.

- Nel 1998 il gruppo musicale norvegese Ulver ha pubblicato un album intitolato Themes from William Blake's The Marriage of Heaven and Hell, basato interamente sull'opera omonima dello scrittore inglese.